# Liste de sondages sur les élections législatives françaises de 2024
Pour un article plus général, voir Élections législatives françaises de 2024.
Cette page dresse la liste des sondages d'opinion en France relatifs aux élections législatives françaises de 2024.
Tous les sondages de cette liste, sauf mention contraire, se conforment aux règles de la Commission des sondages, et appliquent la méthode dite des quotas.
Une couleur arbitraire est associée à chaque institut de sondage ; ces couleurs sont une aide visuelle et ne correspondent pas à une tendance politique.

## Intervalle de confiance des instituts de sondage

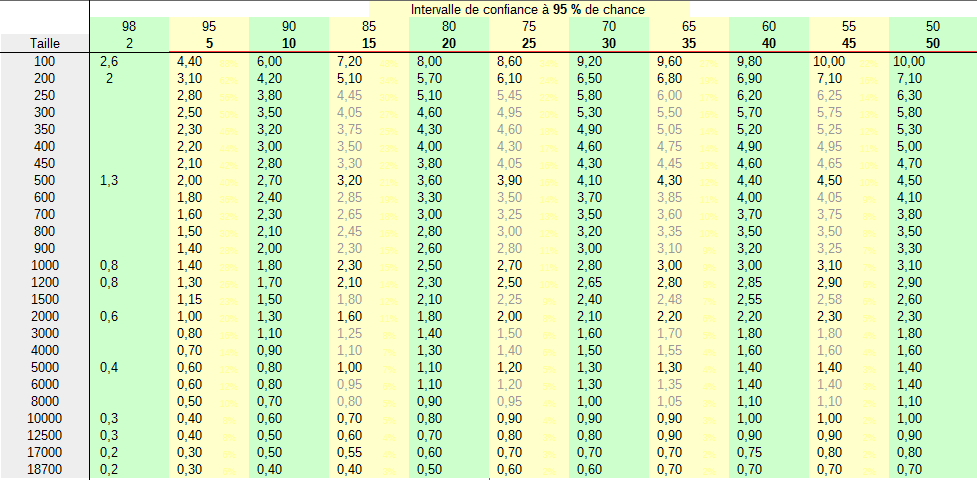
Intervalle de confiance à 95 % de chance.

Les sondages comportent une dimension purement technique. Ils sont publiés accompagnés d'une présentation des intervalles de confiance à 95 %. Le tableau résume les intervalles de confiance selon la taille de l'échantillon (ou du sous-échantillon). Si pour un échantillon (sous-échantillon) de 1 000 personnes le candidat reçoit 10 % (ou 90 %) d'intentions de vote, l'incertitude est de 1,8 points pour un niveau de confiance de 95 %. Il y a donc 95 % de chance que son score soit compris entre 8,2  et   11,8 % (respectivement 88,2–91,8 %).
La base de comparaison doit être cohérente : il faut soit donner le pourcentage par rapport à l'effectif total y compris abstention, blanc et NSPP, soit N doit être limité aux intentions de vote pour un candidat quand l'on veut que la somme des scores fasse 100 % comme ci-dessous. Par exemple à 25 % d'abstention, 1 000 sondés ne correspondent qu'à 750 exprimés pour un candidat, ce qui monte l'incertitude à ± 3,6 %.
Les intervalles de confiances publiés sont généralement ceux donnés par la méthode dite aléatoire, ceux de la méthode des quotas n'étant pas calculables. Il est cependant généralement admis que la marge d’erreur des sondages par quotas est égale ou inférieure à celle des sondages aléatoires.

## Estimation du taux de participation
« Grande inconnue » des sondeurs,, la participation est estimée entre 62 et 67 %, contre 47 % en 2022, près de 2/3 des Français interrogés se déclarant « certains d’aller voter », 9% déplaçant même leur départ en vacances, dont 19% des 18-24 ans. Si elle approchait 70% ce serait un plus  haut depuis 1978.
Les sondages des européennes avaient eu du mal à l'estimer, Ipsos tablant sur 45 %, alors qu'elle est montée à 51,5 %, plus haut depuis 30 ans, bien qu'à 38 % chez les 18-24 ans et 42 % chez les 25-34 ans.
Depuis le milieu des années 2010, la certitude d'aller voter est mesurée sur une échelle de 1 à 10, permettant aux sondés de manifester l'incertitude de leur vote, seule l'intention des "certains" de voter étant intégrée dans les tableaux de résultats,. Le biais le plus souvent évoqué est de « sous-représenter un électorat moins politisé et moins informé, généralement plus jeune, qui ne se décidera qu’au dernier moment »,, situé « essentiellement dans les catégories populaires » avec trois années de suite des résultats finaux montrant une marge d'erreur sous-évaluée, les écarts constatés aux européennes de 2019, puis amplifiés aux régionales de 2021, et devenant spectaculaires à la présidentielle 2022.

## Électeurs certains de voter mais indécis
Une proportion élevée d'électeurs se dit « certaine » de voter mais sans exprimer ou dévoiler encore d'intention, selon plusieurs sondeurs. L'avant-veille du scrutin, elle s'élevait à 18 % des certains d'aller voter chez chez les instituts de sondage Odoxa et Opinionway, et de 12% chez Elabe contre 8 % après la dissolution Elabe et 9 % pour Opinionway. Selon Vincent Tiberj, professeur de sciences politiques à Bordeaux, le « choix d’avoir investi des socialistes dans de nombreuses circonscriptions gagnables mais perdues en 2022 » et au total 30 % du total des candidats NFP, vise cet électorat sur la réserve et un meilleur report de voix au second tour qu’avec l'étiquette LFI (40 % des candidats NFP, Les Écologistes en ayant 20 % et le PCF 9 %), car 92 circonscriptions-clés s'étaient jouées en 2022 par moins de 1 000 votes d’écart.

## Prévisions des sondeurs sur 100 à 250 triangulaires
Une élection triangulaire désigne les cas où trois candidats peuvent se maintenir et le font, avec 12,5% des inscrits. Les sondeurs en ont d'abord prévu plus d'une centaine puis jusqu'à 250, la participation étant prévue de plus haut au cours de la campagne électorale jusqu'à « au plus haut depuis 25 ans » ce qui accroît « mécaniquement » leur nombre, la clé du vote se trouvant alors « peut-être dans le nombre de désistements, même en cas de triangulaires théoriques ». Les « figures du Nouveau Front populaire » y ont appelé dans les cas de victoire potentielle du RN. L'avant-veille du scrutin, Brice Teinturier, d'IPSOS, avertissait que cette plus forte participation peut produire des élus de premier tour, à un niveau inconnu "depuis longtemps", mais aussi "jusqu'à environ 250 triangulaires" soit un nouveau record, dépassant celui de 1997. Le moindre nombre de candidatures qu'en 2022 contribue au pronostic de triangulaires.
Une centaine de triangulaires théoriques avaient émergé aux législatives de 1997, avant des accords d'entre-deux-tours les ramenant à 79 triangulaires, dont 76 avec le Front national. C'était 8 en 2022, une en 2017, 34 en 2012 et 41 en 2002. Selon Odoxa, dans un contexte de crise aiguë causée par l'alliance Ciotti-RN et de sondages médiocres pour le parti du président, il y a 120 à 170 triangulaires à prévoir, rendant les projections périlleuses et permettant au RN de « bénéficier de la division des électeurs qui ne veulent pas » de l'extrême droite au pouvoir.
Les résultats du premier tour entraînent un nombre inédit de 306 triangulaires et 5 quadrangulaires avant désistement. Après désistement des candidats dont la quasi totalité contre le Rassemblement national, il subsiste 89 triangulaires et 2 quadrangulaires.

## Différence entre sondages et estimations au soir du scrutin
Au soir du scrutin, la « plupart des médias » donnent les pourcentages nationaux obtenus non par des sondages mais via des « estimations » fondées sur les « 200 premiers bulletins dépouillés » d’un « nombre défini de bureaux » de vote jugés représentatifs, près de 600 bureaux pour l'IFOP, mis avec une grande part de bureaux hors agglomérations en raison des délais de dépouillement et vérifications dont les 2⁄3 ont fermé à 18 heures, 5 % à 10 % à 19 heures et le reste, 20 % à 25 % à 20 heures.

## Sondages à l'échelle nationale

Diagramme lissé des sondages.

Diagramme lissé des sondages à partir du 10 juin.

### Premier tour

#### Sondages nationaux
| Sondeur | Date                | EXG    | NFP     | NFP     | NFP     | NFP     | DVG    | ECO    | DVC    | ENS     | ENS     | ENS     | ENS     | ENS     | DVD    | LR     | RN et alliés | RN et alliés | UPF (DLF-LP) | REC    | Autres |
| --- | ------------------- | ------ | ------- | ------- | ------- | ------- | ------ | ------ | ------ | ------- | ------- | ------- | ------- | ------- | ------ | ------ | ------------ | ------------ | ------------ | ------ | ------ |
| Sondeur | Date                | EXG    |         |         |         |         | DVG    | ECO    | DVC    |         |         |         |         |         | DVD    | LR     |              |              | UPF (DLF-LP) | REC    | Autres |
| Sondeur | Date                | EXG    | LFI     | PCF     | EÉLV    | PS      | DVG    | ECO    | DVC    | RE      | MoDem   | HOR     | PRV     | UDI     | DVD    | LR     | LR (Ciotti)  | RN           | UPF (DLF-LP) | REC    | Autres |
| Sondeur | Date                |        |         |         |         |         |        |        |        |         |         |         |         |         |        |        |              |              |              |        |        |
| Résultats | 30 juin 2024        | 1,14 % | 28,06 % | 28,06 % | 28,06 % | 28,06 % | 1,53 % | 0,57 % | 1,22 % | 20,04 % | 20,04 % | 20,04 % | 20,04 % | 20,04 % | 3,60 % | 6,57 % | 3,96 %       | 29,26 %      | —            | 0,75 % | 3,3 %  |
| Arrêt de publication des sondages pour le premier tour (29 juin 2024).                                                                                                 |                     |        |         |         |         |         |        |        |        |         |         |         |         |         |        |        |              |              |              |        |        |
| Ipsos | 27-28 juin 2024     | 1%     | 29 %    | 29 %    | 29 %    | 29 %    | 1%     | —      | 1,5%   | 20 %    | 20 %    | 20 %    | 20 %    | —       | 8 %    | 8 %    | 4 %          | 32 %         | —            | 1 %    | 2,5 %  |
| Harris Interactive | 27-28 juin 2024     | 0,5 %  | 28 %    | 28 %    | 28 %    | 28 %    | 1 %    | —      | 1 %    | 20 %    | 20 %    | 20 %    | 20 %    | 20 %    | 2 %    | 6 %    | 3 %          | 34 %         | —            | 2 %    | 2,5 %  |
| Ifop | 25-28 juin 2024     | 1 %    | 29 %    | 29 %    | 29 %    | 29 %    | 1 %    | —      | 0,5 %  | 20,5 %  | 20,5 %  | 20,5 %  | 20,5 %  | 20,5 %  | 7 %    | 7 %    | 36,5 %       | 36,5 %       | —            | 1,5 %  | 3 %    |
| Odoxa | 26-27 juin 2024     | 1 %    | 27,5 %  | 27,5 %  | 27,5 %  | 27,5 %  | 1,5 %  | 1 %    | —      | 21 %    | 21 %    | 21 %    | 21 %    | 21 %    | 2 %    | 7 %    | 35 %         | 35 %         | —            | 1,5 %  | 2,5 %  |
| Opinion Way | 26-27 juin 2024     | 1 %    | 28 %    | 28 %    | 28 %    | 28 %    | 1 %    | <1 %   | —      | 20 %    | 20 %    | 20 %    | 20 %    | 20 %    | 2 %    | 6 %    | 37 %         | 37 %         | —            | 1 %    | 4 %    |
| Elabe | 26-27 juin 2024     | 1 %    | 27,5 %  | 27,5 %  | 27,5 %  | 27,5 %  | 2 %    | —      | 0,5 %  | 20 %    | 20 %    | 20 %    | 20 %    | —       | 9 %    | 9 %    | 36 %         | 36 %         | —            | 1,5 %  | 2,5 %  |
| Cluster17 | 25-27 juin 2024     | 1,5 %  | 29,5 %  | 29,5 %  | 29,5 %  | 29,5 %  | 1 %    | —      | 1 %    | 20 %    | 20 %    | 20 %    | 20 %    | 20 %    | 1,5 %  | 7,5 %  | 4 %          | 31 %         | —            | 1,5 %  | 1,5 %  |
| Ifop | 24-27 juin 2024     | 0,5 %  | 29 %    | 29 %    | 29 %    | 29 %    | 1 %    | —      | 1 %    | 21 %    | 21 %    | 21 %    | 21 %    | 21 %    | 6,5 %  | 6,5 %  | 36 %         | 36 %         | —            | 1,5 %  | 3,5 %  |
| Opinion Way | 25-26 juin 2024     | 1 %    | 28 %    | 28 %    | 28 %    | 28 %    | 1 %    | 1 %    | —      | 20 %    | 20 %    | 20 %    | 20 %    | 20 %    | 2 %    | 7 %    | 36 %         | 36 %         | —            | 2 %    | 2 %    |
| Harris Interactive | 25-26 juin 2024     | 0,5 %  | 27 %    | 27 %    | 27 %    | 27 %    | 1 %    | —      | 0,5 %  | 21 %    | 21 %    | 21 %    | 21 %    | 21 %    | 2 %    | 6 %    | 3 %          | 34 %         | —            | 2 %    | 3 %    |
| Cluster17 | 22-24 juin 2024     | 1,5 %  | 30 %    | 30 %    | 30 %    | 30 %    | 1,5 %  | —      | 1 %    | 19,5 %  | 19,5 %  | 19,5 %  | 19,5 %  | 19,5 %  | 1,5 %  | 7,5 %  | 4 %          | 30,5 %       | —            | 1,5 %  | 1,5 %  |
| Ipsos | 21-24 juin 2024     | 1 %    | 29 %    | 29 %    | 29 %    | 29 %    | 1 %    | —      | 1,5 %  | 19,5 %  | 19,5 %  | 19,5 %  | 19,5 %  | —       | 8 %    | 8 %    | 4 %          | 32 %         | —            | 1,5 %  | 2,5 %  |
| Harris Interactive | 21-24 juin 2024     | 1 %    | 27 %    | 27 %    | 27 %    | 27 %    | 1 %    | —      | 1 %    | 20 %    | 20 %    | 20 %    | 20 %    | 20 %    | 2 %    | 7 %    | 4 %          | 33 %         | —            | 2 %    | 2 %    |
| Ifop | 20-24 juin 2024     | 1 %    | 29,5 %  | 29,5 %  | 29,5 %  | 29,5 %  | 1 %    | —      | 1 %    | 20,5 %  | 20,5 %  | 20,5 %  | 20,5 %  | 20,5 %  | 7 %    | 7 %    | 36 %         | 36 %         | —            | 1 %    | 3 %    |
| Elabe | 19-21 juin 2024     | 1 %    | 27 %    | 27 %    | 27 %    | 27 %    | 2 %    | —      | 0,5 %  | 20 %    | 20 %    | 20 %    | 20 %    | —       | 10 %   | 10 %   | 36 %         | 36 %         | —            | 1,5 %  | 2 %    |
| Ipsos | 19-20 juin 2024     | 1,5 %  | 29,5 %  | 29,5 %  | 29,5 %  | 29,5 %  | 1 %    | —      | 1 %    | 19,5 %  | 19,5 %  | 19,5 %  | 19,5 %  | 19,5 %  | 1,5 %  | 7 %    | 4 %          | 31,5 %       | —            | 2 %    | 1,5 %  |
| Opinion Way | 19-20 juin 2024     | 1 %    | 28 %    | 28 %    | 28 %    | 28 %    | 1 %    | <1 %   | —      | 22 %    | 22 %    | 22 %    | 22 %    | 22 %    | 3 %    | 6 %    | 35 %         | 35 %         | —            | 1 %    | 3 %    |
| Odoxa | 19-20 juin 2024     | 2 %    | 28 %    | 28 %    | 28 %    | 28 %    | 3 %    | 1,5 %  | —      | 19 %    | 19 %    | 19 %    | 19 %    | 19 %    | 1 %    | 7 %    | 33 %         | 33 %         | —            | 3,5 %  | 2 %    |
| Harris Interactive | 19-20 juin 2024     | 1 %    | 26 %    | 26 %    | 26 %    | 26 %    | 1 %    | —      | 1 %    | 21 %    | 21 %    | 21 %    | 21 %    | 21 %    | 2 %    | 6 %    | 2 %          | 33 %         | —            | 3 %    | 4 %    |
| Opinion Way | 18-20 juin 2024     | <1 %   | 27 %    | 27 %    | 27 %    | 27 %    | 2 %    | 1 %    | —      | 20 %    | 20 %    | 20 %    | 20 %    | —       | 2 %    | 7 %    | 35 %         | 35 %         | —            | 2 %    | 4 %    |
| Ifop | 18-20 juin 2024     | 1 %    | 29 %    | 29 %    | 29 %    | 29 %    | 1 %    | —      | 1 %    | 22 %    | 22 %    | 22 %    | 22 %    | 22 %    | 6 %    | 6 %    | 34 %         | 34 %         | —            | 2 %    | 4 %    |
| Cluster17 | 17-19 juin 2024     | 1 %    | 30 %    | 30 %    | 30 %    | 30 %    | 3 %    | —      | —      | 19 %    | 19 %    | 19 %    | 19 %    | 19 %    | 2,5 %  | 7 %    | 32 %         | 32 %         | —            | 2,5 %  | 3 %    |
| Ifop | 14-17 juin 2024     | 1,5 %  | 28 %    | 28 %    | 28 %    | 28 %    | 3 %    | —      | —      | 18 %    | 18 %    | 18 %    | 18 %    | 18 %    | 2 %    | 5 %    | 4 %          | 33 %         | 0,5 %        | 3 %    | 2 %    |
| Début de la campagne électorale officielle en vue du premier tour (17 juin 2024).                                                                                      |                     |        |         |         |         |         |        |        |        |         |         |         |         |         |        |        |              |              |              |        |        |
| Ifop | 13-14 juin 2024     | 1 %    | 26 %    | 26 %    | 26 %    | 26 %    | 3,5 %  | —      | —      | 19 %    | 19 %    | 19 %    | 19 %    | 19 %    | 1,5 %  | 7 %    | 7 %          | 35 %         | 1 %          | 3 %    | 3 %    |
| Debout la France soutient l'« union des droites » derrière le RN et renonce à présenter des candidats dans la majorité des circonscriptions (14 juin 2024).            |                     |        |         |         |         |         |        |        |        |         |         |         |         |         |        |        |              |              |              |        |        |
| Opinion Way | 12-13 juin 2024     | 1 %    | 25 %    | 25 %    | 25 %    | 25 %    | 2 %    | 2 %    | —      | 20 %    | 20 %    | 20 %    | 20 %    | [ f ]   | 2 %    | 7 %    | 7 %          | 33 %         | —            | 3 %    | 5 %    |
| Cluster17 | 11-13 juin 2024     | 1 %    | 28,5 %  | 28,5 %  | 28,5 %  | 28,5 %  | 3 %    | 1,5 %  | 1 %    | 18 %    | 18 %    | 18 %    | 18 %    | 18 %    | 2,5 %  | 7 %    | 7 %          | 29,5 %       | 1,5 %        | 3,5 %  | 3 %    |
| Opinion Way | 11-12 juin 2024     | 1 %    | 25 %    | 25 %    | 25 %    | 25 %    | 3 %    | 1 %    | —      | 19 %    | 19 %    | 19 %    | 19 %    | [ f ]   | 1 %    | 9 %    | 9 %          | 32 %         | —            | 4 %    | 5 %    |
| Elabe | 11-12 juin 2024     | 1 %    | 28 %    | 28 %    | 28 %    | 28 %    | 5 %    | —      | —      | 18 %    | 18 %    | 18 %    | 18 %    | 18 %    | 2 %    | 6,5 %  | 6,5 %        | 31 %         | —            | 4 %    | 4,5 %  |
| Le président LR, Éric Ciotti, annonce une alliance avec le Rassemblement national, rapidement contestée en interne (11 juin 2024).                                     |                     |        |         |         |         |         |        |        |        |         |         |         |         |         |        |        |              |              |              |        |        |
| Les principaux partis de gauche, regroupés en 2022 sous l'étiquette NUPES, annoncent la création d'un Nouveau Front populaire (nuit du 10 au 11 juin 2024).            |                     |        |         |         |         |         |        |        |        |         |         |         |         |         |        |        |              |              |              |        |        |
| Ifop | 10-11 juin 2024     | 1 %    | 25 %    | 25 %    | 25 %    | 25 %    | 5 %    | —      | —      | 18 %    | 18 %    | 18 %    | 18 %    | 18 %    | 1,5 %  | 9 %    | 9 %          | 35 %         | 0,5 %        | 4 %    | 1 %    |
| Ifop | 10-11 juin 2024     | 1 %    | 11 %    | 19 %    | 19 %    | 19 %    | 3 %    | —      | —      | 17 %    | 17 %    | 17 %    | 17 %    | 17 %    | 2 %    | 8 %    | 8 %          | 34 %         | <0,5 %       | 4 %    | 1 %    |
| Ifop | 10-11 juin 2024     | 1 %    | 11 %    | 2 %     | 6 %     | 13 %    | 2 %    | —      | —      | 16 %    | 16 %    | 16 %    | 16 %    | 16 %    | 1 %    | 8 %    | 8 %          | 35 %         | 0,5 %        | 3,5 %  | 1 %    |
| Opinion Way | 10 juin 2024        | 1 %    | 23 %    | 23 %    | 23 %    | 23 %    | 4 %    | 2 %    | —      | 18 %    | 18 %    | 18 %    | 18 %    | [ f ]   | 2 %    | 8 %    | 8 %          | 33 %         | —            | 5 %    | 4 %    |
| Harris Interactive | 9-10 juin 2024      | 3 %    | 22 %    | 22 %    | 22 %    | 22 %    | 9 %    | —      | —      | 19 %    | 19 %    | 19 %    | 19 %    | 19 %    | 9 %    | 9 %    | 9 %          | 34 %         | —            | 4 %    | —      |
| Le président de la République Emmanuel Macron dissout l'Assemblée nationale et convoque des élections législatives pour le 30 juin et le 7 juillet 2024 (9 juin 2024). |                     |        |         |         |         |         |        |        |        |         |         |         |         |         |        |        |              |              |              |        |        |
| Ifop | 12-13 décembre 2023 | 1,5 %  | 24 %    | 24 %    | 24 %    | 24 %    | 6 %    | —      | —      | 19 %    | 19 %    | 19 %    | 19 %    | 19 %    | 3 %    | 11 %   | 11 %         | 28 %         | 1 %          | 5 %    | 1,5 %  |
| Ifop | 12-13 décembre 2023 | 1 %    | 10 %    | 4 %     | 9 %     | 8 %     | 2 %    | —      | —      | 18 %    | 18 %    | 18 %    | 18 %    | 18 %    | 3 %    | 10 %   | 10 %         | 27 %         | 1 %          | 6 %    | 1 %    |
| Elabe | 3-5 avril 2023      | 1 %    | 25,5 %  | 25,5 %  | 25,5 %  | 25,5 %  | 3 %    | —      | —      | 21,5 %  | 21,5 %  | 21,5 %  | 21,5 %  | [ f ]   | 1 %    | 11,5 % | 11,5 %       | 24,5 %       | 1,5 %        | 4,5 %  | 6 %    |
| Ifop | 20-21 mars 2023     | 1 %    | 26 %    | 26 %    | 26 %    | 26 %    | 5 %    | —      | —      | 22 %    | 22 %    | 22 %    | 22 %    | 22 %    | 2 %    | 10 %   | 10 %         | 26 %         | 1 %          | 5 %    | 2 %    |
| Ifop | 20-21 mars 2023     | 1 %    | 11 %    | 3 %     | 9 %     | 7 %     | 3 %    | —      | —      | 21 %    | 21 %    | 21 %    | 21 %    | 21 %    | 1 %    | 10 %   | 10 %         | 26 %         | 1 %          | 5 %    | 2 %    |
| Harris Interactive | 3-7 mars 2023       | 1 %    | 24 %    | 24 %    | 24 %    | 24 %    | 6 %    | —      | 1 %    | 24 %    | 24 %    | 24 %    | 24 %    | [ f ]   | 3 %    | 10 %   | 10 %         | 22 %         | 1 %          | 4 %    | 4 %    |
| Cluster17 | 4-6 novembre 2022   | 1,5 %  | 24,5 %  | 24,5 %  | 24,5 %  | 24,5 %  | 3 %    | —      | 0,5 %  | 25 %    | 25 %    | 25 %    | 25 %    | [ f ]   | 2 %    | 10,5 % | 10,5 %       | 20 %         | 2 %          | 5 %    | 6 %    |
| Ifop | 2-4 novembre 2022   | 1,5 %  | 25 %    | 25 %    | 25 %    | 25 %    | 4 %    | —      | —      | 27 %    | 27 %    | 27 %    | 27 %    | 27 %    | 2 %    | 11 %   | 11 %         | 21 %         | 0,5 %        | 5,5 %  | 2,5 %  |
| Ifop | 2-4 novembre 2022   | 1,5 %  | 11 %    | 3 %     | 7 %     | 8 %     | 2 %    | —      | —      | 26 %    | 26 %    | 26 %    | 26 %    | 26 %    | 3 %    | 11 %   | 11 %         | 21 %         | 0 %          | 5 %    | 1,5 %  |
| Résultats | 12 juin 2022        | 1,2 %  | 25,7 %  | 25,7 %  | 25,7 %  | 25,7 %  | 3,7 %  | 2,7 %  | 1,3 %  | 25,8 %  | 25,8 %  | 25,8 %  | 25,8 %  | 25,8 %  | 2,3 %  | 11,3 % | 11,3 %       | 18,7 %       | 1,1 %        | 4,2 %  | 3,3 %  |

#### Sondages locaux

##### Par circonscription législative

###### 10ecirconscription du Nord
Premier tour
| Sondeur   | Date         | Échantillon | LO      | REV (NFP) | REN (Ensemble) | RES    | LR     | RN         | REC              |
| Sondeur   | Date         | Échantillon | Charlon | Mortreux  | Darmanin       | Brazon | Garcia | Verbrugghe | Viguie-Desplaces |
| --------- | ------------ | ----------- | ------- | --------- | -------------- | ------ | ------ | ---------- | ---------------- |
| Sondeur   | Date         | Échantillon |         |           |                |        |        |            |                  |
| Résultats | 30 juin 2024 | 49 691      | 1,10 %  | 24,83 %   | 36,03 %        | 0,25 % | 2,98 % | 34,31 %    | 0,51 %           |
| Ifop      | 18-20 juin   | 602         | 1,5 %   | 24 %      | 42 %           | 1 %    | 2,5 %  | 28 %       | 1 %              |

Second tour
| Sondeur | Date       | Échantillon | REV (NFP) | REN (Ensemble) | RN         |
| Sondeur | Date       | Échantillon | Mortreux  | Darmanin       | Verbrugghe |
| ------- | ---------- | ----------- | --------- | -------------- | ---------- |
| Sondeur | Date       | Échantillon |           |                |            |
| Ifop    | 18-20 juin | 602         | 27 %      | 44 %           | 29 %       |
| Ifop    | 18-20 juin | 602         | -         | 65 %           | 35 %       |

###### 3ecirconscription du Lot-et-Garonne
Premier tour
| Sondeur   | Date         | Échantillon | LO     | LFI (NFP) | DVG     | LR      | RN      |
| Sondeur   | Date         | Échantillon | Gasc   | Czapla    | Cahuzac | Lepers  | Cousin  |
| --------- | ------------ | ----------- | ------ | --------- | ------- | ------- | ------- |
| Sondeur   | Date         | Échantillon |        |           |         |         |         |
| Résultats | 30 juin 2024 | 53 004      | 1,01 % | 18,36 %   | 14,56 % | 24,99 % | 41,08 % |
| Ifop      | 24-26 juin   | 650         | 1 %    | 19 %      | 23 %    | 19 %    | 38 %    |

Second tour
| Sondeur | Date       | Échantillon | LFI (NFP) | DVG     | RN     |
| Sondeur | Date       | Échantillon | Czapla    | Cahuzac | Cousin |
| ------- | ---------- | ----------- | --------- | ------- | ------ |
| Sondeur | Date       | Échantillon |           |         |        |
| Ifop    | 24-26 juin | 650         | 22 %      | 31 %    | 47 %   |
| Ifop    | 24-26 juin | 650         | -         | 49 %    | 51 %   |

###### 1recirconscription des Alpes Maritimes
Premier tour
| Sondeur   | Date         | Échantillon | LO       | LFI (NFP) | HOR (Ensemble) | EAC        | LR            | RAD (RN) | DIV    | DIV         |
| Sondeur   | Date         | Échantillon | Langouet | Salerno   | Monetti        | Ben Moulay | Vanier-Guérin | Ciotti   | Bovis  | Wahid Spach |
| --------- | ------------ | ----------- | -------- | --------- | -------------- | ---------- | ------------- | -------- | ------ | ----------- |
| Sondeur   | Date         | Échantillon |          |           |                |            |               |          |        |             |
| Résultats | 30 juin 2024 | 51 738      | 0,62 %   | 26,62 %   | 22,79 %        | 2,81 %     | 5,78 %        | 41,04 %  | 0,07 % | 0,27 %      |
| Ifop      | 25-27 juin   | 702         | 0,5 %    | 26 %      | 22 %           | 3 %        | 5,5 %         | 42 %     | 0,5 %  | 0,5 %       |

Second tour
| Sondeur | Date       | Échantillon | LFI (NFP) | HOR (Ensemble) | RAD (RN) |
| Sondeur | Date       | Échantillon | Salerno   | Monetti        | Ciotti   |
| ------- | ---------- | ----------- | --------- | -------------- | -------- |
| Sondeur | Date       | Échantillon |           |                |          |
| Ifop    | 25-27 juin | 702         | 27 %      | 27 %           | 46 %     |
| Ifop    | 25-27 juin | 702         | 40 %      | -              | 60 %     |

###### 7ecirconscription de la Seine-Saint-Denis
Premier tour
| Sondeur   | Date         | Échantillon | LO      | NPA-R   | PRCF    | LFI (NFP)   | LFI diss. | AC        | HOR (Ensemble) | DVD    | RN     | DIV    |
| Sondeur   | Date         | Échantillon | Jochaud | Caudron | Duterte | Ali Ben Ali | Corbière  | Verhaeghe | Breteau        | Toche  | Trova  | Atlani |
| --------- | ------------ | ----------- | ------- | ------- | ------- | ----------- | --------- | --------- | -------------- | ------ | ------ | ------ |
| Sondeur   | Date         | Échantillon |         |         |         |             |           |           |                |        |        |        |
| Résultats | 30 juin 2024 | 55 346      | 0,63 %  | 0,30 %  | 0,33 %  | 36,38 %     | 40,19 %   | 0,95 %    | 10,06 %        | 1,31 % | 9,69 % | 0,14 % |
| Ifop      | 25-26 juin   | 700         | 1%      | 0 %     | 1%      | 35 %        | 40 %      | 1,5 %     | 10 %           | 1,5 %  | 10 %   | 0 %    |

Second tour
| Sondeur | Date       | Échantillon | LFI (NFP)   | LFI diss. |
| Sondeur | Date       | Échantillon | Ali Ben Ali | Corbière  |
| ------- | ---------- | ----------- | ----------- | --------- |
| Sondeur | Date       | Échantillon |             |           |
| Ifop    | 25-26 juin | 700         | 46%         | 54 %      |

#### 6ecirconscription du Calvados
Second tour
| Sondeur | Date        | Échantillon | REN (Ensemble) | RN      |
| Sondeur | Date        | Échantillon | Borne          | Calbrix |
| ------- | ----------- | ----------- | -------------- | ------- |
| Sondeur | Date        | Échantillon |                |         |
| Ifop    | 2-3 juillet | 711         | 54 %           | 46 %    |

### Projections sur second tour avant le1ertour
La question posée est : « En cas de duel entre un candidat du Front populaire et un candidat du Rassemblement national dans votre circonscription, vous préférez… ? »
| Sondeur    | Date            | Panel | NFP  | RN   | Ne sait pas |
| ---------- | --------------- | ----- | ---- | ---- | ----------- |
| Sondeur    | Date            | Panel |      |      | Ne sait pas |
| OpinionWay | 17-18 juin 2024 | 1 044 | 33 % | 41 % | 26 %        |

La question posée est : « En cas de duel entre un candidat de la Majorité présidentielle et un candidat du Rassemblement national dans votre circonscription, vous souhaitez… ? »
| Sondeur    | Date            | Panel | ENS  | RN   | Ne sait pas |
| ---------- | --------------- | ----- | ---- | ---- | ----------- |
| Sondeur    | Date            | Panel |      |      | Ne sait pas |
| OpinionWay | 17-18 juin 2024 | 1 044 | 40 % | 37 % | 22 %        |

## Projections en sièges
Les projections en sièges sont beaucoup moins fiables et beaucoup plus fragiles que celles en pourcentage de voix, notamment à cause des triangulaires, qui ne sont pas connues avant le 2 juillet 2024.
Deux projections, par Mediapart et Le Figaro, menées à partir des résultats des récentes élections européennes du 9 juin 2024, montrent le RN en tête dans 457 d'entre elles (près de huit sur dix) et au second tour des duels dans 513 circonscriptions, dont 461 (90 % d’entre eux) entre RN et gauche,, mais aussi 52 duels incluant Renaissance, dont 41 contre le Nouveau Front populaire et 11 contre le RN.

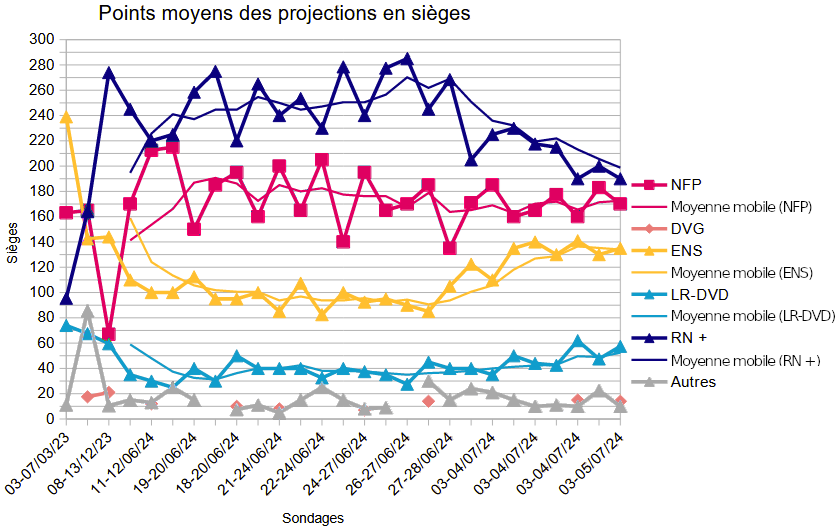
Élections législatives françaises de 2024 : points moyens des projections en sièges. Données ci-dessous, moyennes mobiles sur 4 valeurs.

| Sondeur | Date               | Panel      | NFP (LFI-PCF-EÉLV-PS) | DVG             | ENS (RE-MoDem-HOR-PRV-UDI) | DVD           | LR             | RN et alliés      | UPF (DLF-LP)   | Autres         |
| --- | ------------------ | ---------- | --------------------- | --------------- | -------------------------- | ------------- | -------------- | ----------------- | -------------- | -------------- |
| Sondeur | Date               | Panel      |                       |                 |                            |               |                |                   |                |                |
| Résultats (Composition des groupes à l'ouverture de l'Assemblée nationale) | 7 juillet 2024     | 32 908 657 | 178 30,84 % (193)     | 12 2,08 % (-)   | 150 26 % (166)             | 27 4,68 % (-) | 39 6,76 % (47) | 142 24,61 % (142) | — (-)          | 29 5,03 % (29) |
| Cluster 17 | 5 juillet 2024     | 1 401      | 165 - 195 29-34 %     | —               | 130 - 160 23-28 %          | —             | 30 - 50 5-9 %  | 170 - 210 29-36 % | —              | 15 - 30 3-5 %  |
| Ifop | 3-5 juillet 2024   | 2 859      | 155-185 27-32%        | 10-18 2-3%      | 120-150 21-26%             | 50-65 9-11%   | 50-65 9-11%    | 170-210 29-36%    | —              | 5-15 1-3%      |
| Harris Interactive | 4-5 juillet 2024   | 2 951      | 168-198 29-34 %       | —               | 115-145 20-25 %            | 32-63 6-11 %  | 32-63 6-11 %   | 185-215 32-37 %   | —              | 15-30 3-5 %    |
| Ipsos | 3-4 juillet 2024   | 10 101     | 145-175 25-30%        | 14-16 2-3%      | 126-156 22-27%             | 57-67 10-12%  | 57-67 10-12%   | 175-205 30-35 %   | —              | 8-12 1-2%      |
| Elabe | 3-4 juillet 2024   | 2 005      | 165-190 28-33%        | 165-190 28-33%  | 120-140 21-24%             | 35-50 6-9%    | 35-50 6-9%     | 200-230 35-40%    | —              | 10-12 1-2%     |
| OpinionWay | 3-4 juillet 2024   | 3 355      | 150-180 26-31 %       | 150-180 26-31 % | 125-155 21-27 %            | 38-50 6-9 %   | 38-50 6-9 %    | 205-230 34-39 %   | —              | 8-12 1-2 %     |
| Odoxa | 3-4 juillet 2024   | 1 005      | 140-180 24-31 %       | 140-180 24-31 % | 115-155 20-27 %            | 40-60 7-10 %  | 40-60 7-10 %   | 210-250 36-43 %   | —              | 10-20 1-3 %    |
| Ifop | 3-4 juillet 2024   | 1 916      | 170-200 29-35 %       | —               | 95-125 16-22 %             | 25-45 4-8 %   | 25-45 4-8 %    | 210-240 36-42 %   | —              | 15-27 3-5 %    |
| Harris Interactive | 2-3 juillet 2024   | 3 383      | 159-183 28-32 %       | —               | 110-135 19-23 %            | 30-50 5-9 %   | 30-50 5-9 %    | 190-220 33-38 %   | —              | 17-31 3-5 %    |
| Sondage après les désistements au nom du « Front républicain » pour empêcher l'extrême droite d'arriver au pouvoir.                                                                      |                    |            |                       |                 |                            |               |                |                   |                |                |
| Ifop | 25-28 juin 2024    | 2 884      | 170-200 29-35 %       | 10-18 2-3 %     | 70-100 12-17 %             | 30-60 5-10 %  | 30-60 5-10 %   | 225-265 38-46 %   | —              | 1-5 <1 %       |
| Harris Interactive | 27-28 juin 2024    | 2 182      | 120-150 21-26 %       | —               | 80-130 14-23 %             | 30-50 5-9 %   | 30-50 5-9 %    | 240-295 42-51 %   | 0-2 <1 %       | 10-20 1-3 %    |
| Ifop | 25-28 juin 2024    | 2 884      | 170-200 29-35 %       | 10-18 2-3 %     | 70-100 12-17 %             | 30-60 5-10 %  | 30-60 5-10 %   | 225-265 38-46 %   | —              | 1-5 <1 %       |
| Odoxa | 26-27 juin 2024    | 1 896      | 150-190 26-33%        | 150-190 26-33%  | 70-110 12-19%              | 15-45 3-8%    | 15-45 3-8%     | 265-305 46-53 %   | —              | —              |
| Elabe | 26-27 juin 2024    | 1 871      | 155-175 27-30%        | 155-175 27-30%  | 85-105 15-18%              | 30-40 5-7%    | 30-40 5-7%     | 260-295 45-51%    | —              | 8-10 1-2%      |
| Ifop | 24-27 juin 2024    | 2 823      | 180-210 31-36 %       | 5-9 1-2 %       | 75-110 13-19 %             | 25-50 4-9 %   | 25-50 4-9 %    | 220-260 38-45 %   | —              | 6-10 1–2 %     |
| Harris Interactive | 25-26 juin 2024    | 2 014      | 125-155 22-27 %       | —               | 75-125 13-22 %             | 30-50 5-9 %   | 30-50 5-9 %    | 250-305 43-53 %   | 0–2 <1 %       | 10–20 1–3 %    |
| Cluster 17 | 22-24 juin 2024    | 1 681      | 180-230 31-40%        | —               | 65-100 11-17%              | 25-40 4-7%    | 25-40 4-7%     | 210-250 36-43 %   | —              | 20-30 3-5%     |
| Harris Interactive | 21-24 juin 2024    | 2 325      | 150-180 26-31 %       | —               | 85-130 15-23 %             | 30-50 5-9 %   | 30-50 5-9 %    | 230-275 40-48 %   | 0–2 <1 %       | 10–20 1–3 %    |
| Ifop | 21-24 juin 2024    | 1 843      | 185-215 32-37%        | 6-10 1-2%       | 70-100 12-17%              | 30-50 5-9%    | 30-50 5-9%     | 220-260 38-45 %   | —              | 3-7 1%         |
| Elabe | 19-21 juin 2024    | 2 002      | 150-170 26-29%        | 150-170 26-29%  | 90-110 16-19%              | 35-45 6-8%    | 35-45 6-8%     | 250-280 43-49%    | —              | 10-12 2%       |
| Ifop | 18-20 juin 2024    | 2 317      | 180-210 31-36%        | 8-12 1-2%       | 80-110 14-19%              | 40-60 7-10%   | 40-60 7-10%    | 200-240 35-42 %   | —              | 5-10 1-2%      |
| Odoxa | 19-20 juin 2024    | 1 861      | 160-210 28-36%        | 160-210 28-36%  | 70-120 12-21%              | 10-50 2-9%    | 10-50 2-9%     | 250-300 43-52 %   | —              | —              |
| Harris Interactive | 19-20 juin 2024    | 2 004      | 135-165 23-29 %       | —               | 95-130 16-23 %             | 30-50 5-9 %   | 30-50 5-9 %    | 235-280 41-48 %   | 0–2 <1 %       | 10–20 1–3 %    |
| Cluster 17 | 17-19 juin 2024    | 2 699      | 190-240 33-42%        | —               | 70-100 12-17%              | 20-30 3-5%    | 20-30 3-5%     | 200-250 35-43 %   | —              | 20-30 3-5%     |
| Début de la campagne électorale officielle en vue du premier tour (17 juin 2024). |                    |            |                       |                 |                            |               |                |                   |                |                |
| Debout la France soutient l'« union des droites » derrière le RN et renonce à présenter des candidats dans la majorité des circonscriptions (14 juin 2024).                              |                    |            |                       |                 |                            |               |                |                   |                |                |
| Cluster 17 | 11-12 juin 2024    | 2 764      | 190–235 33–41 %       | 10–14 2 %       | 70–100 12–17 %             | 25–35 4–6 %   | 25–35 4–6 %    | 195–245 34–42 %   | —              | 10–16 2–3 %    |
| Elabe | 11-12 juin 2024    | 1 502      | 150–190 26–33 %       | 150–190 26–33 % | 90–130 16–23 %             | 30–40 5–7 %   | 30–40 5–7 %    | 220–270 38–47 %   | —              | 10–20 2–3 %    |
| Le président de Les Républicains, Éric Ciotti, annonce une alliance avec le Rassemblement national, rapidement contestée en interne (11 juin 2024).                                      |                    |            |                       |                 |                            |               |                |                   |                |                |
| Les principaux partis de gauche, regroupés en 2022 sous l'étiquette NUPES, annoncent la création d'un Nouveau Front populaire (nuit du 10 au 11 juin 2024).                              |                    |            |                       |                 |                            |               |                |                   |                |                |
| Harris Interactive | 9-10 juin 2024     | 2 340      | 115–145 20–25 %       | —               | 125–155 22–27 %            | 40–55 7–10 %  | 40–55 7–10 %   | 235–265 41–46 %   | 0–2 <1 %       | 5–20 1–3 %     |
| Le président de la République Emmanuel Macron déclare la dissolution de l'Assemblée nationale et convoque des élections législatives pour le 30 juin et le 7 juillet 2024 (9 juin 2024). |                    |            |                       |                 |                            |               |                |                   |                |                |
| Ipsos | 8-13 décembre 2023 | 4 000      | 55–79 10–14 %         | 20–22 3–4 %     | 117–165 (+3 DVC) 21–29 %   | 7–8 1 %       | 44–60 8–10 %   | 243–305 42–53 %   | —              | 10–11 2 %      |
| Elabe | 3-5 avril 2023     | 1 808      | 150–180 26–31 %       | 15–20 2–3 %     | 130–155 23–27 %            | 60–75 10–13 % | 60–75 10–13 %  | 150–175 26–30 %   | 1–2 <1 %       | 12–15 2–3 %    |
| Harris Interactive | 3-7 mars 2023      | 2 108      | 158–168 27–29 %       | 158–168 27–29 % | 234–244 41–42 %            | 69–79 12–14 % | 69–79 12–14 %  | 91–100 16–17 %    | 91–100 16–17 % | 8–14 1–2 %     |
| Résultats de 2022 | 12 juin 2022       | 22 745 492 | 131 23 %              | 22 4 %          | 249 43 %                   | 74 13 %       | 74 13 %        | 89 15 %           | 1 <1 %         | 11 2 %         |

### Répartition des sièges par parti au sein des alliances
Un sondage sur la répartition des sièges par parti au sein des alliances réalisé par Ipsos les 3 et 4 juillet 2024 donne les résultats suivants:
| Alliance                | Parti ou groupe                      | Parti ou groupe             | Sièges projetés |
| ----------------------- | ------------------------------------ | --------------------------- | --------------- |
| Nouveau Front populaire |                                      | La France insoumise         | 58 à 68         |
| Nouveau Front populaire |                                      | Parti communiste français   | 7 à 9           |
| Nouveau Front populaire |                                      | Les Écologistes             | 29 à 37         |
| Nouveau Front populaire |                                      | Parti socialiste            | 51 à 61         |
| Ensemble                |                                      | Mouvement démocrate         | 23 à 31         |
| Ensemble                |                                      | Renaissance                 | 78 à 94         |
| Ensemble                |                                      | Horizons                    | 17 à 23         |
| Droite                  |                                      |                             |                 |
|                         | Divers centre                        | 6 à 8                       |                 |
|                         | Union des démocrates et indépendants | 6 à 8                       |                 |
|                         | Les Républicains                     | 57 à 67                     |                 |
| RN et alliés            |                                      | Républicains à droite (RAD) | 18 à 24         |
| RN et alliés            |                                      | Rassemblement national      | 157 à 181       |
| Divers                  |                                      | Divers                      | 8 à 12          |